# Петрово (Александрийский район)
Петро́во (укр. Петрове) — посёлок, центр Петровской поселковой общины Александрийского района Кировоградской области Украины. С 1923 до 2020 года был центром упраздненного Петровского района.

## Географическое положение
Посёлок Петрово расположен на реке Ингулец, которая является притоком Днепра.

## История
Являлось селом Новостародубской волости Александрийского уезда Херсонской губернии .
В ходе Великой Отечественной войны с 8 августа 1941 до 23 октября 1943 года село было оккупировано немецкими войсками.
В 1952 году был введён в эксплуатацию маслозавод, который стал крупнейшим предприятием Петровки. 2 апреля 1963 года село получило статус посёлка городского типа.
В мае 1995 года Кабинет министров Украины утвердил решение о приватизации находившихся здесь ремонтных мастерских.

## Население
По состоянию на 1 января 2013 года численность населения составляла 7530 человек.
В январе 1989 года численность населения составляла 9844 человека.

### Языковой состав
Во время переписи 2001 года 94,10 % населения посёлка указали украинский язык родным, 5,62 % — русский, 0,28 % — другие языки.

## Известные уроженцы, жители
Даценко, Леонид Иванович — советский и украинский учёный-физик, специалист в области физики полупроводников. Доктор физико-математических наук (1978), профессор (1984). Дважды лауреат Государственной премии УССР (1983) и Украины (1994) в области науки и техники. Заслуженный деятель науки и техники Украины (2000).

## Современное состояние
В посёлке есть одна средняя школа, одна гимназия и ФК «Ингулец».

## Транспорт
Находится в 28 км от ж.-д. станции Рядовая.